# Zale incipiens
Zale incipiens är en fjärilsart som beskrevs av Walker 1858. Zale incipiens ingår i släktet Zale och familjen nattflyn. Inga underarter finns listade i Catalogue of Life.